# Różanka-Dwór
Różanka-Dwór (Duits: Rosental) is een plaats in het Poolse woiwodschap Ermland-Mazurië, gelegen in het district Gołdapski. De plaats maakt deel uit van de gemeente Banie Mazurskie.